# عبد الله محمد العبد المحسن
عبد الله محمد العبد المحسن كاتب وروائي سعودي، ولد في القطيف عام 1950، نشر إنتاجه القصصي في الصحف السعودية والعربية، ومن أبرز إصداراته السردية مجموعة (شروخ في وجه الأسفلت) القصصية، ورواية (من أغوى شريفة؟)، وله إصدارات أخرى من أبرزها: (العلاقات السعودية السوفيتية 1926-1938: وثائق سوفيتية).

## التعليم
- حاصل على دبلوم في الصحافة 1979.
- حاصل على درجة الماجستير في التاريخ 1980.
- حاصل على دبلوم في الترجمة 1996.[3]

## العمل والمناصب
- عمل مديراً لإدارة النشر في مكتبة الملك فهد الوطنية.
- عمل رئساً لتحرير نشرة أخبار المكتبة 1994.

## مؤلفاته
- (العلاقات السعودية السوفيتية 1926-1938: وثائق سوفيتية)[4] صدر عن مكتبة الملك عبد العزيز العامة 1999.[5]
- (مطبوعات مكتبة الملك فهد الوطنية 1408- 1423 توثيقاً واستخلاصاً) صدر عام 2002.
- (شروخ في وجه الأسفلت) قصص قصيرة صدرت عن جمعية الثقافة والفنون بالأحساء 1982.[6]
- (الصيد الأخير) قصص قصيرة صدرت 1986.
- (الشرط) قصص قصيرة صدرت 1989.
- (أنقاض العرس) قصص قصيرة صدرت 2001.
- (من أغوى شريفة) رواية صدر عن دار الانتشار العربي.[7]
- (السوّاق) رواية صدرت عن دار المفردات عام 2009.[8]
- (تداعي الواقع في الحكايات: أساطير الجهيمان نموذجاً) صدر عام 2005.[9]